# Имчинская неолитическая культура
И́мчинская неолити́ческая культура — археологическая культура народов Северного Сахалина, относится к эпохе среднего и позднего неолита; датируется 5000—500 гг. до н. э. Название получено по реке Имчин, в бассейне которой были обнаружены археологические памятники времён неолита. Имчинская неолитическая культура Северного Сахалина, выделена и охарактеризована по материалам исследования памятников, которые изучены наиболее полно из всех неолитических поселений острова Сахалина.

## Описание
Предшественница неолита представлена докерамическими комплексами: Имчин I, Такое II и другими. Материальная культура неолита представлена поселениями: Ноглики I, Имчин II, Имчин IV, Имчин XII, Имчин XVII и др. На Северном Сахалине известно не менее 20 памятников имчинской культуры. Опорные памятники имчинского типа локализованы на относительно небольшой территории в бассейнах рек Тымь, Имчин, Ноглики. Встречаются поселения также на северо-западном и северо-восточном побережьях Сахалина.
Первые археологические стационарные раскопки в северной части Сахалина были проведены Сахалинским отрядом Дальневосточной археологической экспедиции под руководством Р. В. Козыревой (Чубаровой) в 1956 году. Экспедицией был обследован один из опорных памятников — поселение Ноглики I.

### Хозяйство
Экономика обитателей поселений имчинской культуры строилась на охоте, рыболовстве, таёжном собирательстве и носила присваивающий характер. Это обусловило оседлый образ жизни, что подтверждается большими по площади поселениями и мощным культурным слоем.
В формировании имчинской культуры приняли участие и материковые нижнеамурские переселенцы 7—17-го тысячелетий до н. э.

### Опорные памятники
Имчин II (51°47′56″ с. ш. 143°07′37″ в. д.) — памятник имчинской группы, расположен на правом берегу выше по течению реки Имчин, в семистах метрах от поселения Имчин I. На месте поселения наблюдались округлой формы котлованы 30 жилищ. Каменный инвентарь представлен: ножевидными пластинами, пластинчатыми отщепами, концевыми скребками, резцами, скобелями, ножами-бифасами, листовидными и подтреугольными наконечниками стрел, проколками, каменными топорами прямоугольных сечений.
Керамика представлена фрагментами тонкостенных сосудов, изготовленных без гончарного круга, в большинстве своём плоскодонных горшковидных форм, светло-коричневого цвета. Венчики орнаментированы горизонтальными каннелюрами. Стенки сосудов украшены простым узором оттиска мелкозубого гребенчатого штампа. Представляет интерес орнамент из вертикального зигзага в сочетании с криволинейными прочерченными фигурами. Такой же узор обнаружен на керамической посуде неолитических поселений Нижнего Амура.
Радиокарбонные исследования культурного слоя Имчин II показали следующие результаты: 2090±50 г. до н. э., 2280±30 г. до н. э., 3840±90 г. до н. э. Поселение Имчин II многослойное, но чёткого разграничения культурных слоёв нет. Поздние жилые комплексы «впущены» в более древний слой, археологический материал иногда перемешан. Однако все жилые комплексы относятся к одной культуре на разных этапах её развития.
Ноглики I — один из ранних памятников неолита Северного Сахалина, расположенный в полукилометре южнее села Ноглики. На стоянке обнаружены котлованы округлой формы — следы 20—22-х жилищ диаметром 7—8 м, глубиной около 1,3 м; узкий вход с южной стороны. Внутри жилищ вдоль стен на высоте 35 см для лежанок были устроены уступы шириной 1,5—2 м. В середине жилища находился очаг. На полу и на уступах обнаружено много каменных орудий и керамических сосудов. Материалом для орудий служил кремень тёмно-вишнёвого цвета и светлый кремнистый сланец. Каменные орудия: наконечники стрел и копий листовидной формы, скребки удлинённые и овальной формы, долота, тёсла, треугольные и трапециевидные топоры, листовидные и пластинчатые ножи, проколки, шлифовальные камни, песты, нуклеусы. Керамика представлена тонкостенными плоскодонными сосудами, сделанными из глины без добавления песка без заглаживания и лощения стенок. Большинство имеют суженное горло и отогнутый наружу венчик, украшенный желобками наподобие каннелюров. Встречаются узоры в виде вертикальных зигзагов, выполненные гребенчатыми штампами. Другой тип сосудов, без орнамента, имеет баночную форму с вертикальными или расширяющимися кверху стенками.
Имчин 12(51°44′35″ с. ш. 143°04′51″ в. д.) — наиболее известный и изученный сахалинский неолитический памятник. Расположен в 20 км от Охотского моря в междуречье Тыми и Имчина посреди мари. На поселении расположены восемь западин округлой формы — древние жилища. Площадь поселения — около 670 м2. Культурный слой хорошо сохранился. Сахалинским археологом О. А. Шубиной в течение нескольких сезонов были произведены раскопки на площади 662 м2, в результате которых был выкопан весь памятник. Жилища разновременные и люди селились здесь не один раз. На полу жилищ найдены остатки столбов с зарубками, которые поддерживали кровлю; в центре на утоптанной площадке находился очаг и здесь же находился зимний выход; для того чтобы покинуть дом в зимнее время, надо было влезть по наклонному столбу с зарубками наверх и выползти через дымовое отверстие. Так люди выбирались из жилища после снежных метелей. Кроме того, такой выход экономил тепло. В летнее время выходили через небольшую дверь, расположенную в стене дома. Посуда была простой формы, в основном плоскодонная, изготовленная вручную при низкотемпературном обжиге. Для орнаментации гончарных изделий использовались гребенчатые штампы, изготовленные из кости и дерева. Орнаментация керамики, найденной на поселении, совпадает с узорами на сосудах эпохи развитого и позднего неолита на Нижнем Амуре.
Ввиду отсутствия на дальневосточных островах месторождений руд, необходимых для металлургии бронзы, последняя не получила здесь своего развития, в отличие от стран Африки и Евразии во 2—3-м тысячелетии до н. э.